# ستيوارت فرازير
ستيوارت فرازير (بالإنجليزية: Stewart Fraser)‏ (1936 في المملكة المتحدة - ) هو لاعب كرة قدم إسكتلندي في مركز نصف الجناح. لعب مع دندي يونايتد ورابطة كرة القدم الاسكتلندية الحادية عشر ‏.